# 코이바

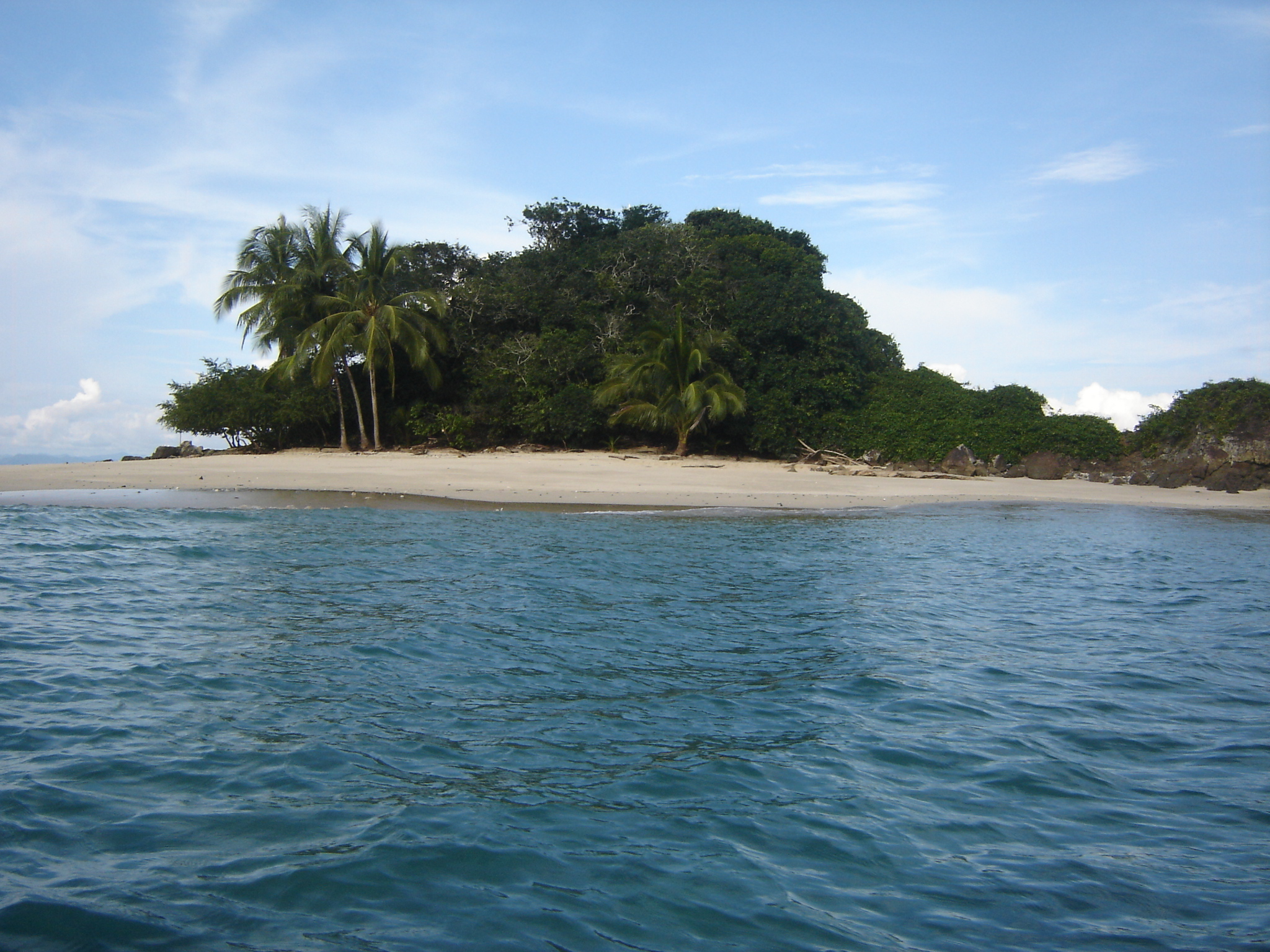

코이바(Coiba, 스페인어 발음: [ˈkojβa])는 파나마 베라과스주의 태평양 연안에 있는 면적 503km2(194평방마일)의 중앙아메리카에서 가장 큰 섬이다. 해당 지방의 몬티조주의 일부이다.

## 코이바 국립공원
1992년에 파나마는 1,042평방 마일이 넘는 섬, 숲, 해변, 맹그로브, 산호초를 포함하는 코이바 국립공원을 만들었고, 2005년 7월 유네스코는 이곳을 세계유산으로 지정했다.
공원에는 코이바 섬, 파나마 남서부 해안에 있는 38개의 작은 섬, 그리고 산호초, 혹등고래, 파일럿 고래, 범고래, 돌고래, 바다거북, 쥐가오리, 청새치를 보호하는 치리키 만 내의 주변 해양 지역이 포함되어 있다. 그리고 다른 해양 생물들. 이 공원은 갈색등비둘기, 코이바 가시꼬리새, 세 와트 방울새의 상당한 개체수를 지원하기 때문에 버드라이프 인터내셔널에 의해 중요조류지역(IBA)으로 지정되었다.
치리키만의 엘니뇨 온도 변화에 대한 완충 능력으로 인해 코이바 국립공원 내 해양 생태계는 높은 수준의 생물 다양성을 보유하고 있다. 이 공원에는 760종의 해양 어류, 33종의 상어, 20종의 고래류가 서식하고 있다.